# شهرداری ساکابامبا
شهرداری ساکابامبا (به اسپانیایی: Sacabamba Municipality) یک شهرداری در بولیوی است که در استان استبان آرسه واقع شده‌است. شهرداری ساکابامبا ۱۸۴ کیلومتر مربع مساحت و ۴٬۷۱۸ نفر جمعیت دارد.